# Drilliola
Drilliola là một chi ốc biển, là động vật thân mềm chân bụng sống ở biển trong họ Borsoniidae.

## Các loài
Các loài thuộc chi Drilliola bao gồm:
- Drilliola emendata (Monterosato, 1872)
- Drilliola loprestiana (Calcara, 1841)
- Drilliola megalacme (Sykes, 1906)
- Drilliola pruina (Watson, 1881)

Các loài được đưa vào đồng nghĩa
- Drilliola comatotropis (Dall, 1881)[2]: đồng nghĩa của Drilliola loprestiana (Calcara, 1841)